# Brantley (Alabama)
Brantley ist eine Stadt im Crenshaw County im US-amerikanischen Bundesstaat Alabama. Nach der Volkszählung aus dem Jahr 2020 hatte Brantley 825 Einwohner. Es ist der Heimatort der ehemaligen NBA-Basketballspieler Chuck und seines Bruders Wesley Person.

## Geographie
Brantley liegt im Süden Alabamas im Süden der Vereinigten Staaten. Es liegt etwa 42 Kilometer nördlich des 339 Quadratkilometer großen Conecuh National Forest.
Nahegelegene Orte sind unter anderem Luverne (9 km nördlich), Dozier (10 km südwestlich), Glenwood (10 km nordöstlich), Goshen (16 km nordöstlich) und Elba (19 km südöstlich). Die nächste größere Stadt ist mit 212.000 Einwohnern die etwa 76 Kilometer nördlich entfernt gelegene Hauptstadt Alabamas, Montgomery.

## Geschichte
1890 baute die Central of Georgia Railway eine Eisenbahnstrecke von Troy nach Searight. Eine Gruppe von Investoren um Thomas K. Brantley kaufte anschließend Land, um eine neue Stadt zu errichten. Die Stadtgrenzen wurden jeweils 3 Meilen entfernt vom Stadtzentrum errichtet, was die kreisrunde Form der Stadt erklärt. Schon 1891 wurde die Stadt eingemeindet und erhielt ein Postamt. Der erste Name der Stadt war Sasserville, später wurde sie in Marcus und schließlich Brantley umbenannt.
Brantleys Wirtschaft war schon früh von der Bauholz- und Textilindustrie geprägt.
Mit dem Brantley Historic District weist Brantley einen Eintrag im National Register of Historic Places auf (Stand 13. Juli 2019).

## Verkehr
Vom Norden führen auf gemeinsamer Trasse der U.S. Highway 331 und die Alabama State Route 15 in den Ort, im Stadtzentrum teilen sie sich: Die Alabama State Route 15 verläuft Richtung Westen, der U.S. Highway 331 Richtung Süden. 13 Kilometer nördlich besteht Anschluss an den U.S. Highway 29, 30 Kilometer südlich außerdem an den U.S. Highway 84.
Etwa 37 Kilometer nordöstlich befindet sich der Troy Municipal Airport, 43 Kilometer nordwestlich außerdem der Mac Crenshaw Memorial Airport.

## Demographie
Nach der Volkszählung 2000 hatte Brentley 920 Einwohner, die sich auf 406 Haushalte  und 261 Familien verteilten. Die Bevölkerungsdichte betrug 112,5 Einwohner/km². 59,35 % der Bevölkerung waren weiß und 40,22 % afroamerikanisch. In 28,8 % der Haushalte lebten Kinder unter 18 Jahren. Das Durchschnittseinkommen betrug 21574 Dollar pro Haushalt, wobei 24,6 % der Bevölkerung unterhalb der Armutsgrenze lebten.
Bis zur Volkszählung 2010 sank die Einwohnerzahl auf 809.

## Persönlichkeiten
- Chuck Person (* 1964), ehemaliger Basketballspieler